# Pagan
«Pagan» — четвертий студійний альбом ірландського кельтик-метал-гурту Cruachan. Реліз відбувся 1 квітня 2004 року.

## Список композицій
| #     | Назва                                                  | Тривалість |
| ----- | ------------------------------------------------------ | ---------- |
| 1.    | «Michael Collins»                                      | 03:51      |
| 2.    | «Pagan»                                                | 05:07      |
| 3.    | «The Gael»                                             | 04:02      |
| 4.    | «Ard Rí na hEireann» ("High King of Ireland")          | 05:03      |
| 5.    | «The March to Cluain Tairbh»                           | 02:00      |
| 6.    | «Viking Slayer»                                        | 04:15      |
| 7.    | «1014 A.D.»                                            | 03:36      |
| 8.    | «Some Say the Devil Is Dead» (кавер пісні Wolfe Tones) | 03:13      |
| 9.    | «A Thousand Years»                                     | 03:51      |
| 10.   | «Lament for the Wild Geese»                            | 01:28      |
| 11.   | «Erinsong»                                             | 05:19      |
| 12.   | «Summoning of the Sídhe»                               | 03:00      |
| 13.   | «The Fall of Gondolin»                                 | 07:46      |
| 52:31 |                                                        |            |

## Учасники запису
- Кіф Фей — вокал, електрогітара, акустична гітара, клавіші, бузукі, мандоліна, банджо, боран, ударні
- Карен Джилліган — вокал, ударні
- Джої Фарел — ударні
- Джон Клоессі — бас-гітара, задній вокал

### Додатковий персонал
- Мішель О'Браян — скрипка
- Томмі Мартін — ірландська волинка
- Діана О'Кіфе — віолончель
- Джон Хов — створення обкладинки та мистецьке супроводження
- Кріс Кавана — вокал у треку "Some Say the Devil Is Dead"
- Джон О'Фатай — ірландська флейта, вістл, бомбарда, блокфлейта, клавіші
- Ал Ковен — інженерія, продюсер